# Dichrostigma mehadia
Dichrostigma mehadia är en halssländeart som först beskrevs av H. Aspöck och U. Aspöck 1964.  Dichrostigma mehadia ingår i släktet Dichrostigma och familjen ormhalssländor. Inga underarter finns listade i Catalogue of Life.